# Аполлоновка (Житомирская область)
Аполлоновка (укр. Аполлонівка) — село на Украине, находится в Емильчинском районе Житомирской области.
Код КОАТУУ — 1821783802. Население по переписи 2001 года составляет 144 человека. Почтовый индекс — 11240. Телефонный код — 8–04149. Занимает площадь 0,543 км².

## Адрес местного совета
11240, Житомирская область, Емильчинский р-н, с. Мокляки